# Johan Steenekamp
Pas d'image ? Cliquez ici

a Compétitions nationales et continentales officielles uniquement.

b Matchs officiels uniquement.
Johan Steenekamp, né le 2 septembre 1935 à Alberton et décédé le 16 août 2007, est un ancien joueur de rugby international sud-africain. Il évolue au poste de deuxième ligne.

## Carrière
Il dispute son premier test match le 26 juillet 1958 contre les Français dans une série historique pour les Bleus. 
Les Springboks ont perdu une série en Nouvelle-Zélande en 1956 (trois défaites pour une victoire) et les sélectionneurs changent six joueurs pour la réception de la France. Le résultat du match (un nul 3-3) conduit le staff sud-africain à changer neuf joueurs pour le second match, Johan Steenekamp n'a plus l'occasion de revêtir le maillot springbok. 
Il joue en province avec le Transvaal.

## Palmarès
- 1 sélection
- Sélection par saison : 1 en 1958.